# Armbågsben
För ulna i betydelsen romersk aln, se Aln
| Höger armbågsbens översida (volar vy).                                          | Höger armbågsbens utsida (lateral vy). |
| Höger armbågsben, volar och lateral vy. Bilder: Palica. (GFDL)                  |                                        |
| Vänster underarmsben, framsida.Illustration: Gray's Anatomy, 1918. (PD)         |                                        |
| Ovan: Vänster undersarmsben, framsida. Illustration: Gray's Anatomy, 1918. (PD) |                                        |

Armbågsben (latin: ulna) är, i människans skelett, ett långt ben i underarmen, placerat medialt om strålbenet (radius).
Armbågsbenet är, till skillnad från det kortare strålbenet, bredare proximalt än distalt. Två proximala utskott, olekranon (olecranon) och coronoidutskottet (proc. coronoideus), gör att benets form påminner om en skiftnyckel. Liksom strålbenet är armbågsbenets skaft trekantigt i genomskärning med ena hörnet riktat inåt.
Armbågsbenet ledar mot:
- Humeroulnarleden, (art. humero-ulnaris): Överarmsbenet (humerus) i en gångjärnsled i armbågsleden;
- Övre och nedre radioulnarlederna: (art. radioulnaris proximalis et distalis): Mot strålbenet både i en medial vridled som medger strålbenet att korsa armbågsbenet vid pronation av underarmen; och i en distal led innanför handleden.
- Ulnokarpalleden (?) (art. ulnocarpalis): Framförallt vid ulnarflexion i handleden (art. radiocarpea).

I den proximala änden av benet finns två utskott, olekranon (olecranon) och coronoidutskottet (proc. coronoideus), samt två konkava ledytor, incisura trochlearis och incisura radialis.
Skaftet har formen av en prisma. Det är lätt krökt lateralt-proximalt och rakt i mittenavsnittet. Distalt kröker skaftet åter lateral för att övergå i den runda nedre extremiteten.
Skaftets delar:
- Margo anterior
- Margo posterior
- Margo interosseus
- Facies anterior
- Facies posterior
- Facies medialis

Armbågsbenets distala ände är smal och försedd med två utskott: Ett lateralt, kallat caput ulnae, som ledar mot strålbenet och ett medialt, proc. styloideus, som sträcker sig längre distalt än huvudet men inte ledar mot något.
Benbildning av armbågsbenet sker utifrån tre förbeningskärnor: En för skaftet, en för den nedre delen av den proximala extremiteten och en för olekranons övre del. Ossifikationen inleds under den åttonde fosterveckan. Vid födseln består fortfarande ändarna av brosk. I fyraårsåldern uppstår en förbeningskärna i det distala huvudet som utvecklas till processus styloideus. Olekranons ossifikation inleds i tioårsåldern. Benbildningen i den övre extremiteten är avslutad i sextonårsåldern och i den lägre i tjugoårsåldern.